# بودای
بودای (به چینی: 布袋؛ به پین یین: bùdài)، که در تلفظ به زبان ژاپنی، هوته‌ای یا هوتی، خوانده می‌شود، یک خدای فولکلور چینی است. نام او به معنای «پارچه گونی» است و به کیسه‌ای اشاره دارد که او همواره به همراه خود حمل می‌کند. او تقریباً همیشه در تصاویر در حالی نشان داده می‌شود که لبخند بر لب دارد یا در حال خنده‌است. از این رو، نام مستعار وی در چین، بودای خندان (به چینی: 笑 佛) می‌باشد. در عین حال در کشورهای انگلیسی زبان، وی به‌طور معمول با نام بودای چاق (بودای چاقالو) نیز شناخته می‌شود، او از پادشاهانی بود که در ناز و نعمت همه چیز را ترک کرد اغلب با مایتریا در بودیسم چان شناخته می‌شود و مورد احترام قرار می‌گیرد.

## زندگی
ریشه بودای حول پرستش فرقه و افسانه‌های محلی است. او به‌طور سنتی به عنوان یک راهب . او دارایی اندک خود را در یک کیسه پارچه ای حمل می‌کند، فقیر اما قانع است. بچه‌های ستایش‌کننده‌ای را که دنبالش می‌کردند سرگرم می‌کرد و به این‌که با خوشحالی به شکم بزرگش دست می‌زد معروف بود. چهره او در سراسر فرهنگ چینی به عنوان نماینده ای از رضایت و فراوانی ظاهر می‌شود. بودای مردم شهر اطراف خود را جذب می‌کرد زیرا قادر به پیش‌بینی بخت و اقبال مردم و حتی پیش‌بینی آب و هوا بود. راهب سرگردان اغلب مایل بود هر جا که می‌آمد بخوابد، حتی بیرون، زیرا قدرت عرفانی او می‌توانست سرمای شدید برف را دفع کند و بدنش بی‌تأثیر بماند. یک یادداشت مرگ بدست آمده مربوط به سال ۹۱۶ یا ۹۱۷ پس از میلاد، که خود راهب آن را نوشته‌است، ادعا می‌کند که او تجسم مایتریا، بودای آینده است. جسدی که گفته می‌شود متعلق به بودای است، مومیایی شده و در بخش شرقی تالار بزرگ در معبد یولین در Fenghua District، چجیانگ به نمایش گذاشته شده‌است.

## در اساطیر ژاپن
در ژاپن، بودای با نام «هوته‌ای» مشهور است و یکی از هفت خدای نیکبختی نزد ژاپنی‌ها محسوب می‌شود.
هوته ئی از خدایانی است که به نیروی خرد به آرامش بودائی دست یافته‌است.
این چهره محبوب اغلب در صنایع دستی معاصر به عنوان یک راهب بودایی شاد و راضی با شکم در معرض بزرگ، اغلب با کودکان همراه به تصویر کشیده شده‌است. سنت او را به یک راهب چینی به نام «پو-تای» مربوط می‌کند که به دلیل طبیعت خیرخواهانه اش به عنوان تجسم بودیساتووا (بودای آینده) مایتریا (میروکو به زبان ژاپنی) در نظر گرفته می‌شود اما معده بیرون زده بزرگش منجر به کاریکاتور شدن او به عنوان «بودای خنده دار» شد.